# Тернівка (притока Самари)
Велика Тернівка, Тернівка[⇨] — річка в Україні, права притока Самари (басейн Дніпра), в межах Лозівського району Харківської області та Павлоградського району Дніпропетровської області.

## Назва
Гідронім Велика Тернівка виник семантичним способом від назви рослини терен (терн), що утворює колючі зарості по сухих балках і ярах в долині річки — терни. Існує декілька десятків інших подібних йому суфіксальних топонімів України. Прикметник Велика застосовується для розрізнення від інших аналогічних назв річок басейну Самари (Тернівка, Тернівка), іншої притоки Самари нижче за течією Мала Тернівка.
Перша достеменна згадка про річку зустрічається у московській «Книзі Великому кресленню», де вона згадується як Терновка. На середньомасштабній версії Генеральної карти України права притока Самари Гійома Левассера де Боплана 1650 року річка підписана як Ternuka R.. У працях Дмитра Яворницького річка зустрічається під назвою Мала Самара із датуванням 1681 роком. На російській генеральній карті українських земель 1743 року підписана як Верхняя Терновка, проте з 1788 року на генеральних картах підписується як Велика Терновка, Велика Тернова, пізніше звично як Велика Тернівка, «при реке Великой Терновке… слобода Большая Терновка». У Географічній енциклопедії України стаття про річку подана під гаслом Тернівка, так само її назва подається в «Каталозі річок України» 1957 року видання (під номером 2060). Уповноважений картографічний орган ДНВП «Картографія» унормовує використання україномовної назви річки Тернівка. У Державному водному кадастрі спеціалізованої Державної агенції водних ресурсів України (ДАВРУ) річка зареєстрована під назвою — Велика Тернівка. Відповідно, цією назвою послуговуються місцеве воднобасейнове управління та інші державні органи України.

## Опис
Довжина 80 км, площа водозбірного басейну 942 км². Похил річки 0,7 м/км. Долина трапецієподібна, завширшки 2,5—3 км. Заплава двостороння. Річище помірно звивисте (в середній течії місцями дуже звивисте), пересічна ширина 10 м. Праві береги здебільшого вищі та крутіші від лівих. Живлення переважно снігове, у верхів'ї часто пересихає. Льодостав з грудня по березень. Має багато стариць. Вода використовується на технічне й сільськогосподарське водопостачання, споруджено кілька ставків.

## Розташування
Бере початок на південний захід від смт Близнюків. Тече територією Придніпровської низовини (південь Харківської та північний схід Дніпропетровської областей) спершу на захід, далі — переважно на південний захід. Впадає у річку Самару на південному заході від міста Тернівки.

## Притоки
- Домаха (права); Водяна, Вишнева, Журавка (ліві).

## Населені пункти
Розташовані над річкою села, селища, місто, від витоків до гирла: Миролюбівка, Ганно-Рудаєве, Рудаєве, Мар'ївка, Новоселівка, Софіївка Перша, Зубове, Роздолівка, Милівка, Уплатне, Васюкове, Олексіївка, Григорівка, Микільське, Андріївка, Самійлівка, Дмитрівка, Криштопівка, Зелене, Миколаївка Друга, Нова Русь, Мар'ївка, Кохівка, Нова Дача, Богданівка, Тернівка.

## Цікавий факт
Місце, де нині річка Тернівка впадає до річки Самари, зникло від підтоплення шахтними водами, внаслідок чого утворено озеро. За спогадами деяких очевидців там стояли кам'яні баби.

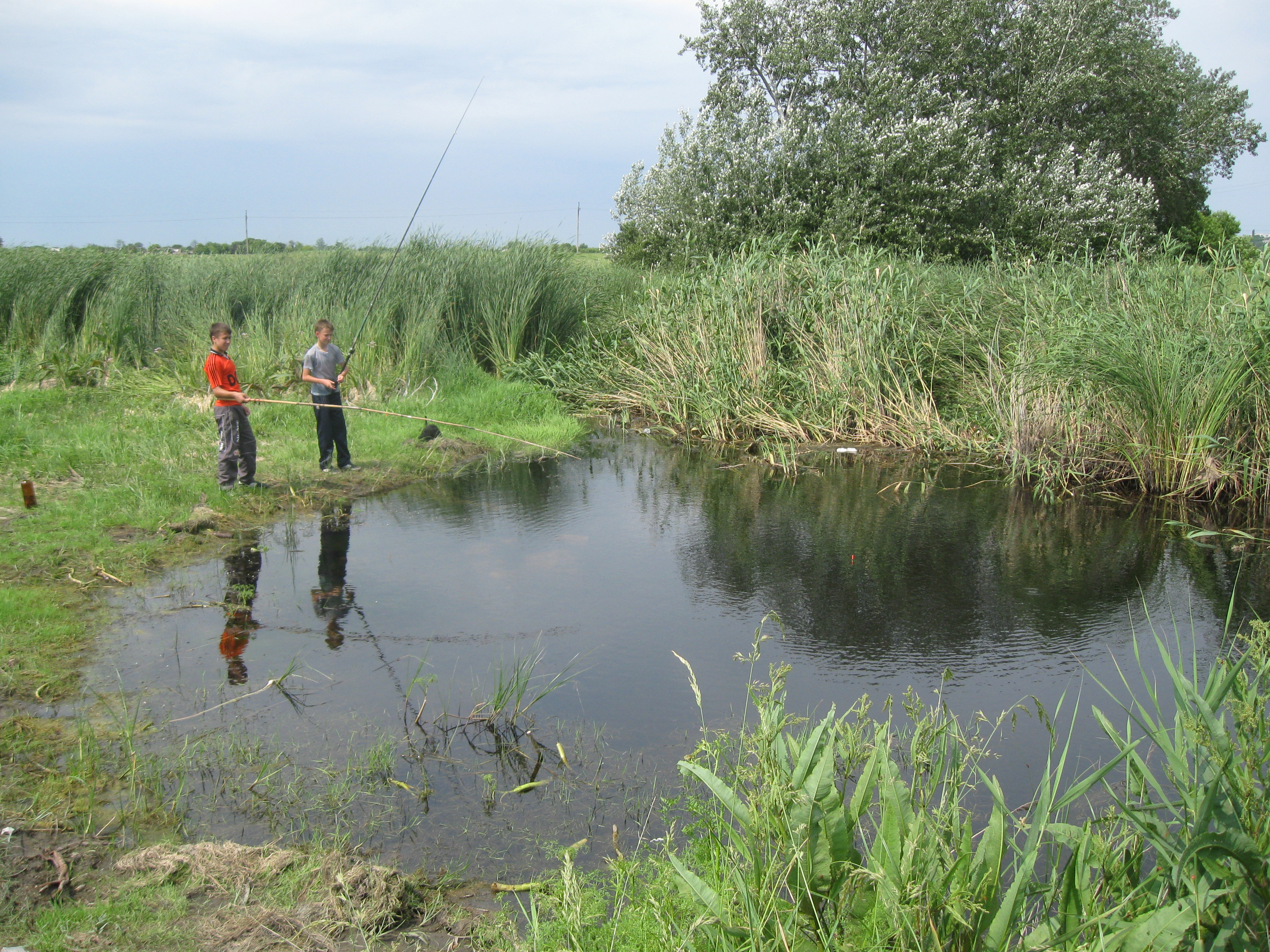
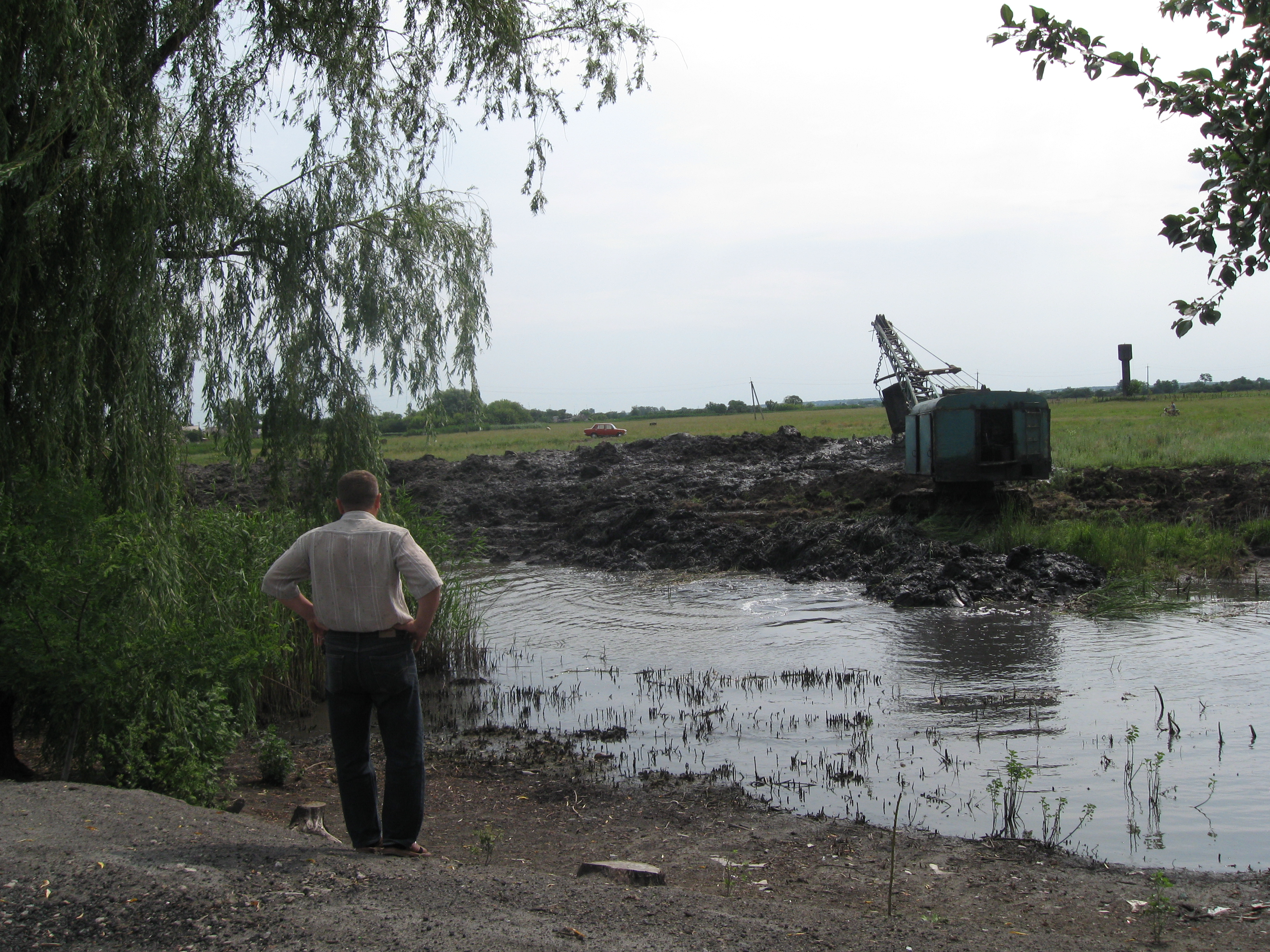